# Суперкубок Испании по мини-футболу
Суперкубок Испании по мини-футболу (исп. Supercopa de España de Fútbol Sala) разыгрывается ежегодно с 1990 года. Проводится перед началом регулярного чемпионата, открывая новый мини-футбольный сезон. 
До 2006 года разыгрывался между чемпионом и обладателем кубка Испании, в случае выигрыша обоих трофеев одной командой, она автоматически становилась обладателем и суперкубка. 
С 2006 года в розыгрыше турнира принимают участие четыре команды. К чемпиону и обладателю кубка добавляются финалист чемпионата и команда, выбранная хозяйкой турнира, при необходимости привлекается финалист кубка. Команды делятся на полуфинальные пары и по олимпийской системе разыгрывают между собой трофей. Продолжительность всего розыгрыша — 2 дня.

## Финалы
| Сезон | Победитель                    | Финалист                      |
| ----- | ----------------------------- | ----------------------------- |
| 1990  | Интервью Ллойдс               | Чемпион и обладатель кубка    |
| 1991  | Интервью Ллойдс               | Каха Толедо                   |
| 1992  | Марсанс Торрехон              | Каха Толедо                   |
| 1993  | Сего Сарагоса                 | Марсанс Торрехон              |
| 1994  | Марсанс Торрехон              | Маспаломас Соль де Эуропа     |
| 1995  | Эль-Посо                      | Пинтурас Лепанто Сарагоса     |
| 1996  | Интервью Бумеранг             | Чемпион и обладатель кубка    |
| 1997  | КЛМ Талавера                  | Маспаломас Соль де Эуропа     |
| 1998  | Каха Сеговия                  | Эль-Посо                      |
| 1999  | Каха Сеговия                  | Чемпион и обладатель кубка    |
| 2000  | Каха Сеговия                  | Плайас де Кастельон           |
| 2001  | Антенна3 Бумеранг             | Плайас де Кастельон           |
| 2002  | Бумеранг Интервью             | Вихуса Валенсия               |
| 2003  | Бумеранг Интервью             | Эль-Посо                      |
| 2004  | Плайас де Кастельон           | Бумеранг Интервью             |
| 2005  | Бумеранг Интервью             | Аскар Луго                    |
| 2006  | Эль-Посо                      | Аутос Лобелье                 |
| 2007  | Интервью Фадеса               | Эль-Посо                      |
| 2008  | Интер Мовистар                | Каха Сеговия                  |
| 2009  | Эль-Посо                      | Шакобео 2010 Лобелье Сантьяго |
| 2010  | Шакобео 2010 Лобелье Сантьяго | Интер Мовистар                |

### Количество титулов
|   | Клуб                          | Побед | Победные годы                                        |
| - | ----------------------------- | ----- | ---------------------------------------------------- |
| 1 | Интер Мовистар                | 9     | 1990, 1991, 1996, 2001, 2002, 2003, 2005, 2007, 2008 |
| 2 | Эль-Посо                      | 3     | 1995, 2006, 2009                                     |
| 3 | Каха Сеговия                  | 3     | 1998, 1999, 2000                                     |
| 4 | Марсанс Торрехон              | 2     | 1992, 1994                                           |
| 5 | Сего Сарагоса                 | 1     | 1993                                                 |
| 5 | КЛМ Талавера                  | 1     | 1997                                                 |
| 5 | Плайас де Кастельон           | 1     | 2004                                                 |
| 5 | Шакобео 2010 Лобелье Сантьяго | 1     | 2010                                                 |